# Tetraphyllidea
Tetraphyllidea é uma ordem tradicional da classe Cestoda. Evidências moleculares demonstram que o clado é parafilético.